# Dwars door het Hageland 2024 (vrouwen)
De 4e editie van de Belgische wielerwedstrijd Dwars door het Hageland vond plaats op 8 juni 2024. Titelverdedigster was Lotte Kopecky. Deze editie werd gewonnen door de Nederlandse Lucinda Brand. Naast haar op het podium stonden haar landgenoten Thalita de Jong en Karlijn Swinkels. Ten opzichte van de vorige editie waren er deze jaargang zestien gravelstroken in de koers aanwezig, in 2023 waren dat er nog elf.

## Uitslag
| Plaats  | Naam                    | Ploeg                          | tijd     |
| ------- | ----------------------- | ------------------------------ | -------- |
| Winnaar | Lucinda Brand           | Lidl-Trek                      | 3u16'50" |
| 2       | Thalita de Jong         | Lotto Dstny Ladies             | z.t.     |
| 3       | Karlijn Swinkels        | UAE Team ADQ                   | z.t.     |
| 4       | Mischa Bredewold        | Team SD Worx-Protime           | z.t.     |
| 5       | Letizia Borghesi        | EF Education-Cannondale        | + 3"     |
| 6       | Christina Schweinberger | Fenix-Deceuninck               | + 5"     |
| 7       | Linda Riedmann          | Team Visma I Lease a Bike      | z.t.     |
| 8       | Fleur Moors             | Lidl-Trek                      | + 8"     |
| 9       | Kathrin Schweinberger   | CERATIZIT-WNT Pro Cycling Team | + 11"    |
| 10      | Simone Boilard          | Uno-X Mobility                 | z.t.     |

Mannen: 2001 · 2002 · 2003 · 2003-2006 · 2007 · 2008 · 2009 · 2010 · 2011 · 2012 · 2013-2015 · 2016 · 2017 · 2018 · 2019 · 2020 · 2021 · 2022 · 2023 · 2024 · 2025
Vrouwen: 2021 · 2022 · 2023 · 2024 · 2025